# Joey Jones
Joseph Patrick "Joey" Jones  (født 4. marts 1955 i Llandudno, død 22. juli 2025) var en walisisk fodboldspiller (venstre back).
Jones spillede størstedelen af sin karriere i hjemlandet hos Wrexham, som han repræsenterede af tre omgange, men havde dog også ophold hos store klubber i nabolandet England. I perioden 1975-1978 spillede han for Liverpool, og han nåede i alt 72 ligakampe for The Reds. Han var med til at sikre klubben det engelske mesterskab i 1977, samt to udgaver af Mesterholdenes Europa Cup, i henholdsvis 1977 og 1978. I 1977-finalen mod Borussia Mönchengladbach spillede Jones hele kampen, mens han ikke var på banen i sejren i 1978-finalen mod Club Brugge. Han var også med til at vinde UEFA Cuppen i 1976 og UEFA Super Cuppen i 1977.
For det walisiske landshold spillede Jones hele 72 kampe. Hans første landskamp var en EM-kvalifikationskamp mod Østrig i 1975, hans sidste en venskabskamp mod Canada i maj 1986.
Jones havde en kort karriere som vikarierende manager for Wrexham i 2001.

## Titler

### Engelsk mesterskab
- 1977 med Liverpool

### Mesterholdenes Europa Cup
- 1977 og 1978 med Liverpool

### UEFA Cup
- 1976 med Liverpool

### UEFA Super Cup
- 1977 med Liverpool